# Leroy Mickels
Leroy-Jacques Mickels (* 25. Juni 1995 in Siegburg) ist ein deutsch-kongolesischer Fußballspieler.

## Karriere
Mickels spielte in der Jugend für die VSF Amern und schließlich bis zur U19 bei Borussia Mönchengladbach. Im Sommer 2014 wechselte er aus der U19 in die 2. Mannschaft der Gladbacher. In dieser Spielzeit 2014/15 absolvierte er sieben Partien und erzielte einen Treffer in der Regionalliga West.
Anschließend war Mickels von Juli 2015 bis Januar 2016 vereinslos. Am 29. Januar schloss er sich dem FC St. Pauli an. Hier stand er auch im Kader der 1. Mannschaft, kam allerdings nur bei der Zweitvertretung in der Regionalliga Nord zum Einsatz. Von Juli 2016 bis Januar 2017 war Mickels erneut auf Vereinssuche.
So kehrte er am 25. Januar 2017 in die Regionalliga West zurück und schloss sich Alemannia Aachen an. Hier bestritt er Spiele für die 1. Mannschaft und auch für die 2. Mannschaft in der Mittelrheinliga. Nach drei Monaten im April 2017 verließ er den Verein.
Im Oktober 2017 schloss Mickels sich dem 1. FC Monheim in der Oberliga Niederrhein an. Hier absolvierte er 20 Spiele und erzielte 16 Scorerpunkte (zehn Tore und sechs Vorlagen). Im November 2017 absolvierte er ein Probetraining beim FC Hansa Rostock, welcher zu dem Zeitpunkt in der 3. Liga spielte. Schließlich wechselte Mickels im Sommer 2018 innerhalb der Oberliga zur SSVg Velbert. Hier konnte er seine Leistung aus der vorherigen Spielzeit bestätigen und erzielte in 26 Spielen 25 Scorerpunkte (19 Tore und sechs Vorlagen), was für ihn am Ende der Saison 2018/19 Platz drei in der Torjägerliste bedeutete.
Im Sommer 2019 wechselte Mickels zwei Spielklassen höher zum MSV Duisburg in die 3. Liga und erhielt einen bis zum 30. Juni 2020 gültigen Vertrag, der bereits Ende des Jahres per Option vorzeitig bis Juni 2021 verlängert wurde. Im Sommer 2021 wechselte er innerhalb der 3. Liga zu Türkgücü München. Zur Saison 2022/23 wechselte er in die Regionalliga West zu Rot-Weiß Oberhausen. Im Januar 2023 verließ er Rot-Weiß Oberhausen und wechselte zu Spartak Warna.
In der Parwa liga, der höchsten bulgarischen Spielklasse, lief Mickels insgesamt 17- mal für Spartak Warna auf, ehe sich die Wege von Spieler und Verein im Juli 2023 wieder trennten. Seit Sommer 2023 spielt er in der Saudi First Division League (2. Liga) beim Al-Taraji Club.

## Sonstiges
Seine älteren Brüder Joy-Slayd und Joy-Lance (Zwillinge; * 1994) sind ebenfalls Fußballspieler.